# 56. pehotna divizija (Avstro-Ogrska)
56. pehotna divizija (izvirno nemško 56. Infanterie-Division oz. nemško 56. Infanterietruppendivision) je bila pehotna divizija avstro-ogrske kopenske vojske, ki je bila aktivna med prvo svetovno vojno.

## Zgodovina
Divizija je bila konec decembra 1914 preoblikovana v 128. deželnostrelsko brigado.

## Poveljstvo
Poveljniki 
- Wilhelm Attems-Petzenstein: oktober - december 1914